# Stryszawa (gmina)
Stryszawa – gmina wiejska w województwie małopolskim, w powiecie suskim. W latach 1975–1998 gmina położona była w województwie bielskim.

## Podział

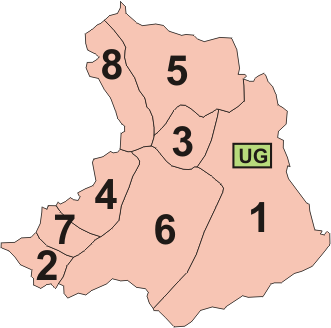
Podział gminy Stryszawa:
1. Stryszawa, 2. Hucisko, 3. Kuków, 4. Kurów, 5. Krzeszów, 6. Lachowice, 7. Pewelka, 8. Targoszów

Siedziba gminy to Stryszawa.
W skład gminy wchodzi 8 wsi:
- Hucisko (wieś)
- Krzeszów (wieś)
- Kuków (wieś)
- Kurów (wieś)
- Lachowice (wieś)
- Pewelka (wieś)
- Stryszawa (wieś)
- Targoszów (wieś)

## Ludność
Według danych z 30 czerwca 2004 gminę zamieszkiwało 11 715 osób.

## Struktura powierzchni
Według danych z roku 2002 gmina Stryszawa ma obszar 113,24 km², w tym:
- użytki rolne: 46%
- użytki leśne: 48%

Gmina stanowi 16,51% powierzchni powiatu.

## Demografia

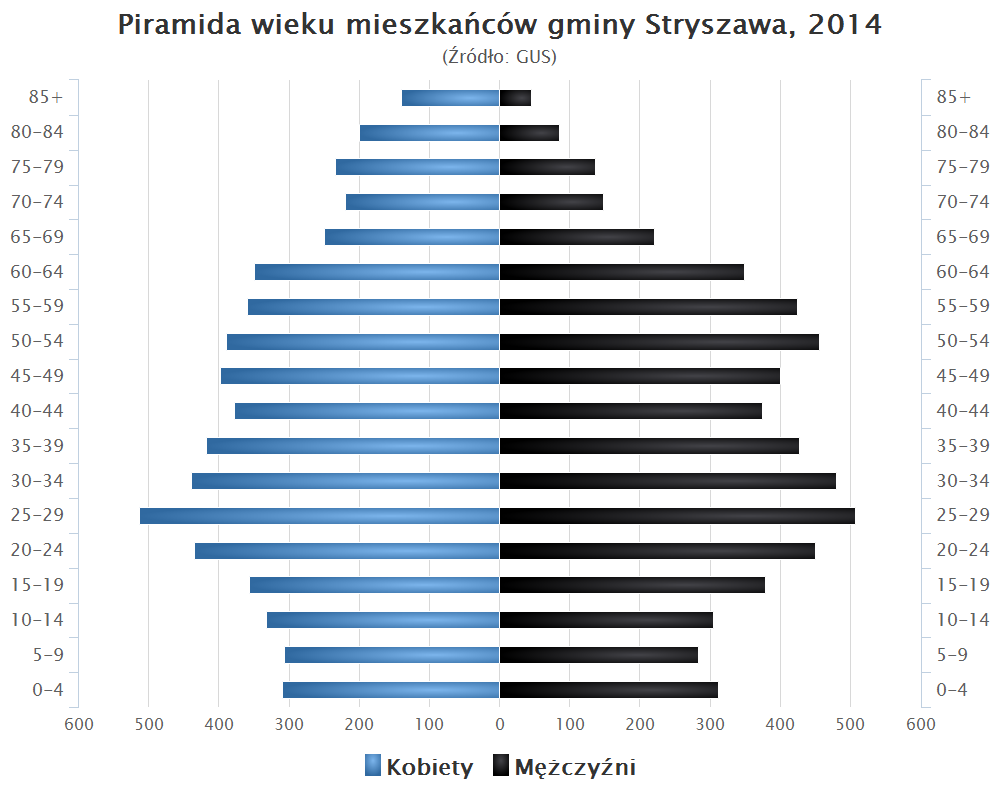
Piramida wieku mieszkańców gminy Stryszawa w 2014 roku

Dane z 30 czerwca 2004:
| Opis                              | Ogółem | Ogółem | Kobiety | Kobiety | Mężczyźni | Mężczyźni |
| --------------------------------- | ------ | ------ | ------- | ------- | --------- | --------- |
| jednostka                         | osób   | %      | osób    | %       | osób      | %         |
| populacja                         | 11 715 | 100    | 5922    | 50,6    | 5793      | 49,4      |
| gęstość zaludnienia (mieszk./km²) | 103,5  | 103,5  | 52,3    | 52,3    | 51,2      | 51,2      |

## Sąsiednie gminy
Andrychów, Jeleśnia, Koszarawa, Maków Podhalański, Sucha Beskidzka, Ślemień, Zawoja, Zembrzyce